# Kugler Sándorné
Kugler Sándorné (Bántornya, 1908. július 25. – Budapest, 2016. február 17.) matematika–fizika–kémia szakos tanár, a középiskolai „Függvénytáblázat” egyik társszerzője.

## Élete
Kovács Györgyi néven született a mai Szlovénia területén fekvő Bántornyán (ma Turnisce). Kisgyermek korának nagyobbik részét azonban a szomszédos faluban, Zorkóházán (ma Nedelica) töltötte, ahol édesapja, Kovács János a község jegyzője volt. Az elemi iskola első négy osztályát is itt végezte el, majd a kőszegi Gyurátz Ferenc Evangélikus Leánygimnázium tanulója lett. Ebben az iskolában szerezte meg érettségi bizonyítványát 1926-ban. Ezt követően Budapesten, a Pázmány Péter Tudományegyetemen szerzett matematika-fizika-kémia szakos tanári diplomát 1931-ben. Kémiát végül is nem tanított és matematikát is csak rövid ideig, legkedvesebb szakja a fizika volt.
Nagykanizsán kezdett tanítani, 1931-től az akkor létrehozott alapítványi gimnáziumban, amely később Notre Dame Leánylíceum, illetve Notre Dame Leánygimnázium néven egyházi iskolává alakult. Ebben az intézményben matematikát és fizikát tanított, és egy ideig igazgatóhelyettes is volt. (Iskoláját többször átszervezték, illetve átnevezték: 1931-től 1948-ig Notre Dame Leánylíceum, Notre Dame Leánygimnázium, majd az államosítás és összevonás után Irányi Dániel Általános Gimnázium, 1957-től Landler Jenő Gimnázium, ma Batthyány Lajos Gimnázium és Egészségügyi Szakközépiskola.)
1936-ban ment férjhez Kugler Sándor gépészmérnökhöz. Négy gyermekük született, három lány és negyedikként egy fiú. Közben a második világháború alatt férjét behívták katonának, de ő nem hagyta abba a tanítást. A háború után férje Bázakerettyén kapott munkát a zalai kőolaj kitermelésével foglalkozó amerikai vállalatnál, a MAORT-nál, ezért néhány évre ide költöztek. Ő azonban naponta bejárva továbbra is korábbi munkahelyén, Nagykanizsán tanított.
Az iskolában kialakítottak egy fizikaszertárt, amely szinte második otthonává vált. Szívesen mutatott be kísérleteket, ezek előkészítésére sok időt és energiát áldozott. Fizikaszakköröket vezetett, itt diákjaival együtt dolgozott. Sok fizikát kedvelő tanítványa volt, ebben egyénisége is jelentős szerepet játszott. Diákjai sikeresen szerepeltek a különféle fizikaversenyeken, és közülük sokan választottak fizikával kapcsolatos pályát maguknak. Sikeres tanítványai közé tartozik három fizikus akadémikus (Patkós András, Vicsek Tamás, Kertész János) is, de rajtuk kívül is sokan vallják, hogy számukra meghatározó volt egykori fizikatanári tevékenysége.
Munkáját szakmai körökben is elismerték, ezért 1961-ben felkérték, hogy pályázza meg az ELTE Radnóti Miklós Gyakorlóiskola fizika vezetőtanári beosztását. Ekkor költözött Budapestre, és ettől kezdve 1974-ben történt nyugdíjazásáig a „Radnótiban” tanított, illetve szakvezető tanárként közel száz fizika szakos tanárjelölt gyakorló tanítását irányította, segítette.
Egyik tanítványa, Kovács László kezdeményezésére egykori tanítványai és kollégái „Az együtt eltöltött idők emlékére” címmel emlékkötetet állítottak össze, és ennek díszkötéses változatával köszöntötték századik születésnapján.
Életének 108. évében, 2016. február 17-én hunyt el.

## Publikációi (válogatás)
- Fizikai képletek és táblázatok, (társszerző: Kugler Sándor), Budapest, Tankönyvkiadó, 1962
- Függvénytáblázatok : Matematikai összefüggések, (társszerzők: Hack Frigyes és Tóth Géza), Budapest, Tankönyvkiadó, 1967
- Fizikai összefüggések és táblázatok, Budapest, Tankönyvkiadó, 1967
- Függvénytáblázatok : Matematikai és fizikai összefüggések, (a matematikai részt Hack Frigyes, a fizikai részt Kugler Sándorné állította össze), Budapest, Tankönyvkiadó, 1968[4]
- Négyjegyű függvénytáblázatok : Matematikai, fizikai, kémiai összefüggések, (társszerzők: Hack Frigyes, Kugler Sándor, Radnai Gyula, Tóth Géza, Balázs Lóránt), Budapest, Nemzedékek Tudása Kiadó, 2014[5]

## Díjai, kitüntetései
- Mikola Sándor-díj (1974)
- Eötvös-plakett (1998)
- Rátz Tanár Úr-életműdíj (2008)
- Nagykanizsa megyei jogú város címere emlékplakett (2010)[6]